# Дамаскин (Киаметис)
Митрополи́т Дамаски́н (греч. Μητροπολίτης Δαμασκηνός Κιαμέτης; род. 1975, Пирей, Аттика) — епископ Элладской православной церкви, митрополит Этолийский и Акарнанийский (с 2022).

## Биография
Родился в 1975 году в Пирее, в Греции.
В 1997 году окончил кафедру пастырского и социального богословия богословского института Афинского университета.
В 1997 году митрополитом Пирейским Каллиником (Карусосом) был пострижен в монашество и хиротонисан во иеродиакона. Служил архидиаконом в Димитриадской митрополии и с 1998 по 2003 год был секретарём личной канцелярии митрополита Игнатия.
В июне 2002 года его духовник митрополит Димитриадский Игнатий (Георгакопулос) хиротонисал его во иеромонаха. С 2003 года был митрополичьим эпитропом, а с 2006 года — протосинкеллом, координируя всю пастырскую, миссионерскую и общественную деятельность Димитриадской митрополии. Состоял также председателем Совета митрополии, был организатором ежемесячных собраний духовенства, пастырских семинаров, был директором епархиального журнала «Πληροφόρηση» (2002—2012) и заведующим книжным магазином митрополии и епархиальным детским садом.
Являлся настоятелем храма Вознесения Христова в Волосе, участвовал в восстановлении часовни святого Нектария Эгинского, а также реконструкции церкви святого Лазаря Четверодневного на новом кладбище Волоса.
6 октября 2022 года Священным синодом иерархии Элладской православной церкви был избран для рукоположения в сан митрополита Этолийского и Акарнанийского.
9 октября 2022 года в кафедральном Благовещенском соборе в Афинах состоялась его архиерейская хиротония, которую совершили: архиепископ Иероним II, митрополит Самосский Евсевий (Пистолис), митрополит Димитриадсий Игнатий (Георгакопулос), митрополит Сидерокастрский Макарий (Филофеу), митрополит Неаполиский и Ставрупольский Варнава (Тирис), митрополит Лефкасский и Итакский Феофил (Манолатос), митрополит Неа-Ионийский Гавриил (Папаниколау), митрополит Ларисский и Тирнавский Иероним (Николопулос) и митрополит Полианийский и Килкисийский Варфоломей (Антониу).